# Hymn Kosowa
Evropa – utwór instrumentalny bez tekstu słownego będący hymnem Kosowa, skomponowanym przez Mendi Mengjiqiego. Utwór został przyjęty przez parlament jako hymn 11 czerwca 2008. Utwór został wybrany, ponieważ nie zawierał odniesień do konkretnych grup etnicznych.

## Inne kandydatury na hymn

### Oda do radości
Oda do radości została odegrana podczas deklaracji niepodległości Republiki Kosowa. Rząd tymczasowy Kosowa postanowił zrobić to jako znak szacunku do Unii Europejskiej za wysiłki w pomocy uzyskania niepodległości.

### Hymni i Flamurit
Hymni i Flamurit jest hymnem Albanii szeroko stosowanym w Kosowie wraz z innymi symbolami narodowymi Albanii. Był on też hymnem Republiki Kosowa istniejącej w latach 1990–2000.

### Kur ka ra kushtrimi n'Kosovë
Kur ka ra kushtrimi n'Kosovë jest utworem skomponowanym przez Raufa Dhomi. Został zaproponowany jako hymn w 2000 roku przez Ibrahima Rugovę. Słowa utworu są w języku albańskim.